# Caldoche
Pour un article plus général, voir Population d'origine métropolitaine dans la France d'outre-mer.
Le terme Caldoche désigne la partie de population néo-calédonienne essentiellement d'origine européenne (mais pouvant avoir aussi connu un fort métissage[pas clair]), installée en Nouvelle-Calédonie depuis la colonisation commencée au milieu du xixe siècle. 
Le terme a fait l'objet, à l'instar du terme canaque devenu kanak chez les Mélanésiens[pas clair], d'une récupération identitaire[Quoi ?] et est parfois revendiqué par une partie des personnes concernées[Qui ?] pour mettre en avant leur lien à la terre où ils sont nés et où leur famille a évolué[réf. nécessaire]. Beaucoup[De qui ?] préfèrent toutefois le terme plus neutre, et plus générique, de « Calédoniens »[réf. souhaitée].

## Invention du terme
Plusieurs versions existent sur l'origine du mot « Caldoche ». La plus répandue, notamment définie par l'ouvrage collectif Mille et un mots calédoniens, lexique d'expressions néo-calédoniennes édité par la FOL en 1982, et reprise par le dictionnaire calédonien du site officiel de La Brousse en folie de Bernard Berger, impute son invention à la journaliste et polémiste locale Jacqueline Schmidt. 
Participant activement à la fin des années 1960 au débat sur l'adoption des très controversées lois Billotte (surtout la première de ces lois, qui transfère à l’État les plus hautes responsabilités de l’activité minière calédonienne), elle signait alors ses articles sous le pseudonyme de Caldoche, unissant le radical Cald-, renvoyant à son fort sentiment d'appartenance à la Nouvelle-Calédonie où sa famille était installée depuis près d'un siècle, au suffixe -oche, reprenant l'insulte de « sale Boche » que certains parents de ses camarades de jeu lui lançaient durant son enfance en raison de ses origines germaniques (les Schmidt font partie d'une importante communauté germanophone, essentiellement rhénane, ayant fui l'Allemagne pour éviter de se soumettre à la domination prussienne dans les années 1860). Le propriétaire du journal D1TO, Gérald Rousseau, trouvant le surnom amusant, l'a ensuite repris et popularisé.
Les revendications d'une identité caldoche ont fluctué en fonction des rapports de force politiques avec l'Hexagone et les Kanak depuis le milieu du XXe siècle.
Cependant le terme « Caldoche » n'en reste pas moins un sobriquet, au même titre que le terme « Zoreilles » ou le diminutif « Zore », utilisés pas les habitants de Nouvelle-Calédonie, pour désigner les Français venus de métropole.

## Origines

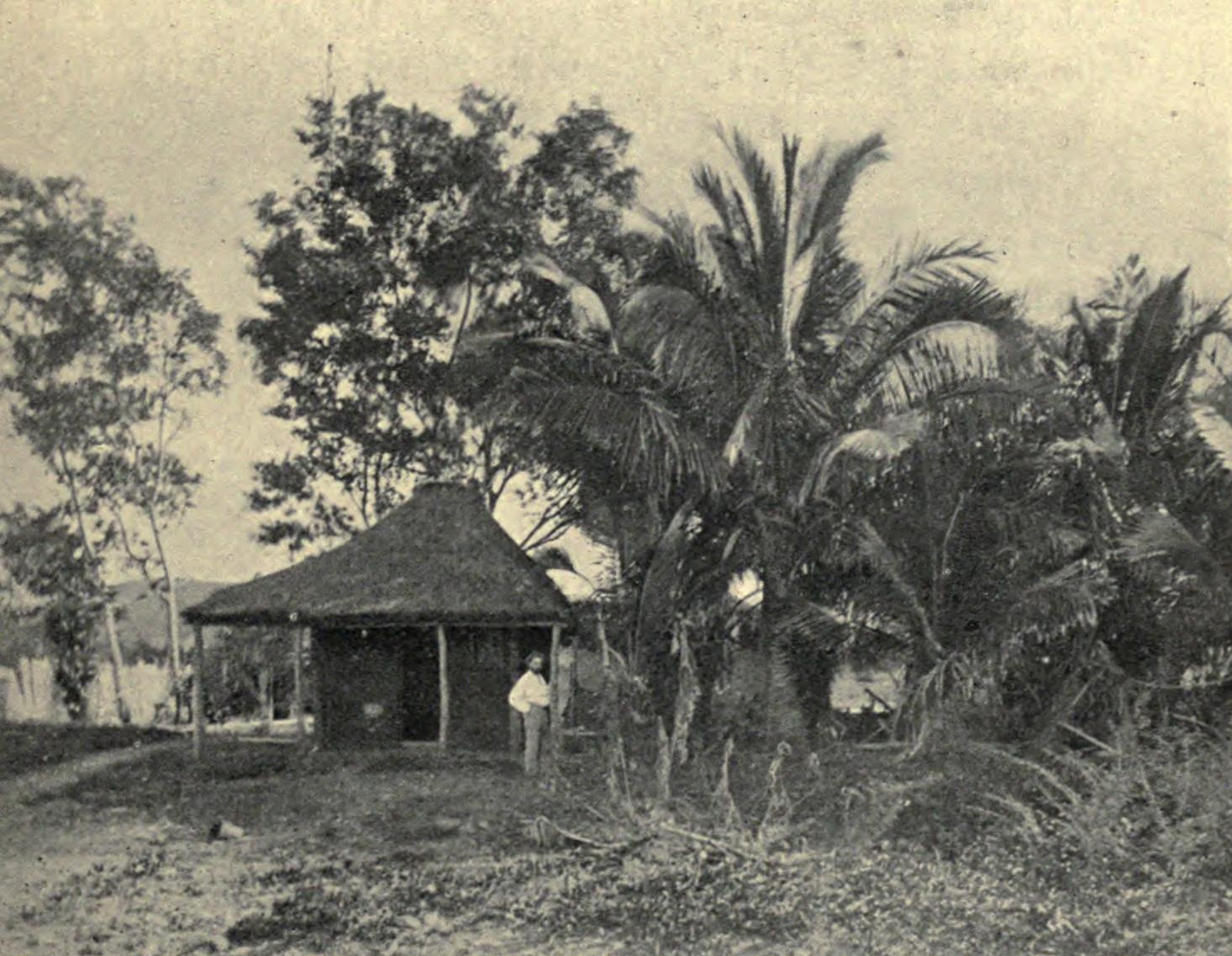
Un colon devant son habitation en « Brousse », avant 1906

### Descendants de colons libres ou de colons pénaux
Les familles « caldoches » trouvent leur origine essentiellement dans les différentes vagues de colonisation connues par la Nouvelle-Calédonie du milieu du xixe siècle au milieu du xxe siècle. Et les raisons qui ont amené les « pionniers » à venir s'y installer peuvent être particulièrement multiples, avec une première distinction entre colons libres et pénaux. 

#### Colons libres
Ils sont venus sans contrainte, sans avoir été condamnés, tout au long de la période, soit par initiative personnelle, soit dans le cadre d'une politique engagée ou soutenue par les autorités gouvernementales dans le but de faire de la Nouvelle-Calédonie une colonie de peuplement. Parmi celles-ci on peut citer :
- les colonisations « Paddon » ou « Cheval », en référence respectivement au commerçant anglais James Paddon (installé avant même la prise de possession de l'archipel par la France) et au restaurateur normand Timothée Cheval (au départ installé à Sydney), deux individus ayant donc tissé de nombreuses relations (matrimoniales, professionnelles, sociales) en Australie et à qui l'administration coloniale a offert de vastes domaines avec l'obligation de venir y faire s'installer des agriculteurs et/ou éleveurs. 
  - colons Paddon : James Paddon reçut ainsi, en échange de sa propriété de l'île Nou qu'il a vendue (40 000 F) en 1857 à l'État français pour que celui-ci y construise une partie des infrastructures pénitentiaires du bagne, 4 000 hectares de terres à culture à Païta, dans les bassins réunis des deux rivières Karikouié et Katiramona avec une bande de terrain étroite allant jusqu'à la baie de Dumbéa. Le contrat prévoit qu'il y fasse venir 22 « individus mâles de race blanche » et leurs familles, ils seront finalement 18 à recevoir une concession, en deux vagues successives. Les cinq premiers chefs de famille, à majorité d'origine allemande et ayant transité par l'Australie, signent leur contrat le 17 mars 1859 et arrivent par le Speck le 23 mai 1859 avec leurs épouses et enfants, soit en tout dix adultes et quatre enfants : il s'agit du Wurtembergeois Anton (ou Antoine) Metzger (1830-1926) et de ses deux beaux-frères Karl (ou Charles) Gaërtner (1861-1951) et M. Human, le Hambourgeois Henrich Ohlen (décédé en 1869) et l'Anglais de Manchester Thomas Lynch (décédé en 1917). Il faut y ajouter les huit enfants Martin (5 garçons, dont 3 auront une descendance et 2 verront leur famille faire souche), neveux de James Paddon que celui-ci a fait venir de Portsmouth et dont deux (Horatio John puis, après sa mort sans descendance en 1884, Augustus) hériteront à son décès de sa propre concession. Les autres familles sont les : Abel, Alfort, Ambrose, Blair, Dotson, Gottlieb, Heister, James, les frères Riese, Sleath, Thorburn. Ils pratiquent une agriculture essentiellement maraîchère, une expérience dans la canne à sucre étant vite abandonnée. Mais les conditions difficiles poussent certains d'entre eux à repartir pour l'Australie (les Human, Alfort, Ambrose, Blair, Dotson, Gottlieb, Riese, Sleath ou Thorburn), d'autres à s'installer au chef-lieu (Gaërtner, les Ohlen dès la génération des enfants du pionnier)[7],[8],[9]. En dehors de « Paddonville », un des anciens employés de Paddon, le Chinois Jemmy Song (né vers 1831, décédé à une date inconnue), ancien berger et intendant du négociant qui lui obtient une concession à Tongouin, un peu plus au nord de Païta[10].
  - colons Cheval : Timothée Cheval (1814-1881), d'origine normande et jusqu'à présent restaurateur avec son frère Hippolyte à Sydney, vient tenter sa chance en Nouvelle-Calédonie au début des années 1860 et reçoit, par décret du gouverneur daté du 28 novembre 1861, 1 500 hectares (au fil des défrichages et des acquisitions, la propriété atteindra les 1 800 hectares), à charge par lui d'y introduire 6 à 8 colons européens, 100 bêtes à cornes, 16 juments et un étalon. Les candidats arrivent d'Australie par La Gazelle le 18 juillet 1862 : parmi eux essentiellement trois Irlandais originaires du Comté de Clare, James Daly (1832-1900), James O'Donoghue (1804-1883, le beau-père d'Hippolyte Cheval), Camille Hoff (né en 1834 à Paris mais marié à une nièce de James O'Donoghue et Patrick MacMahon, Anny Moloney), Patrick MacMahon (1821-1910), Michael Hugues, Patrick Munen, ainsi que les dénommés O'Connel et Ralph. Il faut également citer Fanny Austin, veuve d'un certain M. Unger, venue avec ses deux fils, ou encore le frère de Timothée, Hippolyte Cheval, venu le rejoindre en 1866. Comme pour l'expérience Paddon, certains de ces colons quitteront la Nouvelle-Calédonie sans y faire souche (les Munen, O'Connell, Ralph notamment), d'autres iront s'installer à Nouméa (Hippolyte Cheval dès 1871, les Unger et les Daly)[11].
- la colonisation bourbonnaise, composée de Créoles réunionnais, entre 1864 et 1880, à une époque où les Mascareignes entrent dans une période de crise économique, et notamment sucrière, en raison d'une succession de sécheresses et de maladies s'attaquant aux cannes à sucre. Le gouverneur Charles Guillain s'appuie alors sur les sucriers Didier Numa-Joubert, déjà installé depuis 1859 sur une propriété de 3 314 hectares à Dumbéa, ou Louis Nas de Tourris (1822-1887), qui a rendu un rapport favorable au gouverneur sur l'exploitation de la canne à sucre. Les Joubert amènent hommes, animaux et matériel d’Australie. Et comme le prévoit l’arrêté de concession, installent plusieurs centaines de colons sur leur propriété. Parmi ces immigrants, John et Georges Newland, George Bull et Peter Heister sont à l’origine d’une nombreuse descendance calédonienne. Les familles réunionnaises (notamment Paul Duboisé qui s'associera à Evenor Degreslan, un autre réunionnais arrivé en 1863, pour monter une sucrerie concurrente à celle des Joubert et Gustave Clain) viennent s'installer avec leurs « engagés », main d'œuvre de « Malbars » (en fait indiens, dont les Arsapin) ou de « Cafres » (descendants d'esclaves africains, dont les Mitride), et s'installent sur les 10 000 hectares obtenus par Nas de Tourris pour la culture de la canne à sucre et répartis sur plusieurs sites, notamment à Nakety, à Canala ou Houaïlou sur la côte est, à Dumbéa, La Foa, La Ouaménie à Boulouparis ou encore Koné sur la côte ouest. L'expérience est dans un premier temps un succès : le « consortium sucrier » qui unit les exploitants Le Coat de Kerveguen, Nas de Tourris, Joubert et Lalande-Desjardins possède ainsi environ 8 000 hectares à Koné et à La Ouaménie, où une usine employant 163 Malbars est construite en 1872[12]. Ferdinand Joubert, fils aîné de Didier Numa, fonde de son côté la première usine sucrière de Nouméa, et Évenor de Greslan, propriétaire de 2 300 hectares à Nimba à Dumbéa, en crée une sur son domaine en 1871. En 1875, on compte pas moins de 454 Réunionnais. Mais les invasions de sauterelles et l'insurrection kanak de 1878 d'Ataï met fin à l'exploitation de la canne à sucre, à l'exception d'Évenor de Greslan (qui pour ce faire fait venir les premiers travailleurs indonésiens, diversifie ses activités avec l'exploitation d'arbres fruitiers et introduit des merles des Moluques pour lutter contre les sauterelles) ou des Gillot L'Étang (à la Tiwaka à Poindimié) essentiellement. Les colons repartent vers leur île natale ou la Métropole (notamment Louis Nas de Tourris ou Numa-Auguste Joubert, dernier fils survivant de Didier-Numa), d'autres s'orientent vers une autre carrière ailleurs en Nouvelle-Calédonie, notamment dans les professions libérales ou l'administration à Nouméa (les Imbault, Lalande-Desjardins, De Gaillande). Dans tous les cas, il ne reste plus que 173 Réunionnais en 1884[13].
- la colonisation Feillet, du nom du gouverneur Paul Feillet qui décide en 1894 de « fermer le robinet d'eau sale » de la colonisation pénale et de lancer une vaste campagne de propagande en Métropole pour attirer des colons et y développer la culture du café sur des petites propriétés (de 10 à 50 ha en règle générale). En tout, selon Christiane Terrier-Douyère, 500 familles ont été attirés vers la Nouvelle-Calédonie entre 1894 et 1903, soit environ 1 500 personnes. Mais cette opération se révèle être un échec relatif : les familles viennent souvent sans capital ou en dessous des 5 000 francs préconisés par les recruteurs, sont sur des terrains isolés de tout et sont donc laissés à eux-mêmes pour défricher la brousse ou s'adapter au climat tropical. Toujours d'après C. Terrier, 50,5 % des colons Feillet ont fait souche sur leur terre, 26 % sont rentrés en Métropole, 19,3 % se sont tournées vers d'autres activités ailleurs en Nouvelle-Calédonie et 4,2 % sont décédés sans descendance. Si 40,2 % des familles ont été installés sur la côte ouest (notamment sur les anciens domaines de la Pénitentiaire, comme La Foa, ou à l'extrême nord, comme Kaala-Gomen ou Voh), la plupart ont été installés sur des terres inhabitées de la côte est (à Ponérihouen, Poindimié, Canala, Sarraméa, Hienghène ou Houaïlou). Parmi les principales familles de colons Feillet on peut citer les Afchain, Clavel, Devillers, Ginguené, Jacquet, Jeannin et Thonon de Ponérihouen, les Berger de La Foa, les Blivet, Bonnard et les Michel-Villaz de Sarraméa, les Bouchenoire de Kaala-Gomen, les Claudel, Létocart, Nurdin et Soury-Lavergne de Poindimié, les David de Canala et Sarraméa, les Delport, Hautcœur et Sauvageot de Voh, les Girold de Gomen et Voh, les Grassin et Lapetite de Hienghène, les Delrieu et Janisel de Pouébo, les Mayet de Boulouparis, les Meuret, Persan et Pesnels de Canala, les Mazurier et Poircuitte de Houaïlou, les Talon de Nouméa[14].
- la colonisation nordiste est lancée en 1925 par Alphonse Prévost, un Lillois convaincu par un ingénieur agronome belge du nom de Lafont et un ouvrage écrit par le maire de Nouméa de cette époque, Marx Lang, des possibilités de cultiver le coton en Nouvelle-Calédonie. Il fonde alors la Coopérative mutuelle de colonisation néo-calédonienne d'Armentières, et rallie à sa cause quelque 80 familles. Ayant rencontré Marx Lang qui lui assure de la réussite de l'entreprise et lui promet une concession de 1 000 à 1 500 hectares, située au lieu-dit du creek Aymes à 21 km de Bourail, Prévost et le premier des quatre contingents de Nordistes embarquent le 10 novembre 1925, pour une arrivée en fanfare à Nouméa le 11 janvier 1926. Mais la terre en question se révèle rapidement impropre à la culture, poussant de nombreux colons à repartir au bout de seulement quelques années. Ceux restés abandonnent totalement le projet de cultiver du coton vers 1930 et décident de se lancer dans d'autres activités, en reprenant notamment leurs professions d'origines, et s'installent un peu partout sur la Grande Terre[15]. Parmi les familles descendants de cette vague de colonisation, on peut citer les Prévost et les Bernast.

En dehors de cette colonisation planifiée et organisée, qui n'a rencontré que des succès très relatifs, de nombreux colons sont venus s'installer suivant des démarches individuelles, et pour des raisons variables : désireux de fuir une situation difficile pour tenter leur chance ailleurs (les Irlandais ou Italiens qui quittent des régions miséreuses, des paysans français venus des endroits les plus touchés par la crise rurale du xixe siècle, notamment des pays montagneux ou accidentés du Massif central, des Pyrénées, des Alpes ou de Bretagne), attirés par le potentiel économique (notamment des familles liées aux grandes compagnies marchandes bordelaises ou nantaises comme les Ballande, et les familles associées des Bonneaud, des Berge ou des Laroque, ou encore les de Béchade, les Castex, mais aussi les Catala de Montpellier, les Milliard de Marseille ou les Barrau d'Avignon, ou plus généralement des marins caboteurs ou aventuriers qui viennent surtout s'investir dans la mine), par choix politique (notamment des militants républicains qui quittent la France après le Coup d'État du 2 décembre 1851 de Napoléon III, comme les Porcheron ou les Dezarnaulds, ou encore les Alsaciens et Allemands refusant la domination prussienne), ou tout simplement des fonctionnaires ou militaires ayant décidé de rester dans la colonie après la fin de leur affectation (les Agez, Betfort, Calimbre, Creugnet, Debien, Garrigou, Goujon, Harbulot, Hénin, Rossard et Ulm descendent ainsi de militaires, de carrière ou du contingent, les Bénébig, Baronnet, Baudoux, Blum, Boulet, Gérard, Guépy, Lafleur, Meyer, Nagle et Taddeï de surveillants ou agents du Bagne, les De Gaillande ou les de Rouvray de l'administration coloniale). 
Il est difficile de chiffrer exactement les membres de familles Caldoches descendantes de colons libres. J.C. Roux fait état de 1 060 colons libres sur 2 005 Européens en 1866, 2 703 sur 16 845 (ils sont alors dépassés par les bagnards) en 1877, 5 600 sur 18 800 en 1887 et 9 300 sur 20 730 en 1896 (au début de la colonisation libre, ce chiffre a certainement chuté ensuite).

#### Colons pénaux
Les 250 premiers « transportés » arrivent à Port-de-France le 9 mai 1864 à bord de L'Iphigénie. En tout, 75 convois amèneront, entre 1864 et 1897, environ 21 630 immatriculés au bagne, selon les estimations d'Alain Saussol. Il existe alors trois types de « bagnards » ou « chapeaux de paille » :
- les « transportés » : de loin les plus nombreux, aussi appelés « forçats » car condamnés à des peines de travaux forcés (de 8 ans à perpétuité) pour des crimes de droit commun (allant du simple voie de fait ou atteinte à la pudeur au meurtre), ils sont pour la plupart placés au pénitencier de l'île Nou et servent à l'édification des routes et bâtiments de la colonie. Parmi les descendants de Transportés on peut citer les Bouteille, Bouteiller, Chatenay, Colomina, Delathière, Gervolino, Komornicki, Lucas, Mariotti, Pagès, Papon, Péré, Robelin, Darras, Taddeï, Tessier....
- les « déportés » : condamnés politiques, issus essentiellement des participants à la Commune de Paris de 1871, ce qui fait que les déportés sont souvent appelés « Communards ». 4 250 sont envoyés à partir de 1872 aux pénitenciers de l'Île des Pins, ou de Ducos (pour ceux considérés les plus dangereux), avec parmi eux des « célébrités » comme Louise Michel ou Henri Rochefort. Ils obtiennent l'amnistie en 1880 qui les autorisent à repartir : moins de 40 familles décident de rester faire souche dans la colonie (les Armand, Bourdinat, Cacot, Courtot, Dolbeau, d'autres, comme Adolphe Assi, Louis Boissier ou Louis Roger, restent également mais n'ont pas de descendance). Entrent également dans cette catégorie les participants à la révolte de Mokrani de 1871 en Algérie : ils sont plusieurs centaines d'« Algériens du Pacifique » dont la plupart, malgré une amnistie en 1895, vont fonder des lignées calédoniennes majoritairement installées à Nessadiou à Bourail (les Abdelkader, Aïfa, El Arbi, notamment).
- les « relégués » ou récidivistes, sont aussi condamnés au bagne à partir de 1885. Il y a au total plus de 3 300 hommes et 457 femmes relégués envoyés à « la Nouvelle », surtout à l'Île des Pins, Prony ou La Ouaménie à Boulouparis.

Après les travaux forcés, les bagnards doivent « doubler » leurs peines en étant placés dans des fermes pénitentiaires et, une fois libérés, y obtiennent une terre en concession. L'administration pénitentiaire se dote pour ce faire d'un important domaine foncier, largement pris sur les terres Kanak, qui monte à son apogée jusqu'à 260 000 hectares. En tout, les concessions définitivement attribuées aux libérés sont évaluées à 1300 environ. Les centres d'implantation des colons pénaux sont Bourail dès 1867 (avec quelque 460 concessions), La Foa-Farino (avec les centres de Fonwhary, Focola, Ouraï, Farino et Tendéa) à partir de 1876, Ouégoa après 1880 et Pouembout en 1883. Les derniers centres pénitentiaires sont fermés en 1922 et en 1931, mais de nombreux descendants de « libérés » restent installés sur les concessions de leurs ancêtres.
Le nombre de pénaux présents en Nouvelle-Calédonie est monté jusqu'à 11 110 en 1877, soit les 2/3 des Européens présents dans la colonie, et en 1897, date de l'arrêt des convois de transportés et relégués, ils sont encore 8 230.

### Origines géographiques
Les familles peuvent avoir des ascendances assez variées, avec en général une souche européenne mais ayant pu donner lieu à de nombreux métissages au fil du temps. 

#### Familles d'origine française
Une grande majorité est néanmoins d'origine française, avec quelques foyers principaux. On peut ainsi citer tout d'abord une importante communauté d'Alsaciens ou Lorrains venus après la guerre de 1870 et l'annexion de l'Alsace et de la Moselle par la Prusse (les familles alsaciennes Blum, Dillenseger, Eschenbrenner, Freudenreich, Girold, Spahr ou Ulm, les familles lorraines Boulet, Cornaille, Delaveuve (cf. Rémy Delaveuve), Harbulot, Idoux, Jeannin, Kindel, Lafleur, Mayet, Mercier, Nagle, Poncelet, Thonon ou Weiss). S'y ajoutent les descendants des créoles de La Réunion venus dans les années 1860 et 1870 pour fuir la crise sucrière de leur île natale (les Bernier, Boyer, Clain, De Gaillande, De Greslan, Douyère, Gillot L'Étang, Guichard, Kabar, Imbault, Lalande-Desjardins, Ragot, Rapadzi, Revercé, Rolland ou Sautron, ou encore les Desmazures de l'île Maurice), des commerçants et armateurs bordelais (les Ballande, Berge, de Béchade, Bonneaud, Castex, Laroque, Ménard, de Saint-Quentin) ou Nantais (Deligny, Laborde) attirés à la fin du xixe siècle et au début du xxe siècle par les possibilités économiques que pouvait offrir une colonie de peuplement en plein essor et découvrant à cette époque le nickel, des Picards (Devambez, Devillers, Létocard, Lomont), et gens du Nord arrivés assez tôt (Gayon, Agez, Labat, Millon) ou bien au contraire très tardivement dans le cadre de la « colonisation nordiste »  des années 1920 (Prévost, Bernast). 
De même, des marins et/ou aventuriers venus de toute la façade maritime de l'Atlantique viennent peupler la colonie et sont à l'origine de plusieurs familles calédoniennes : des Normands (Bichon, Caillard, Cheval, Christy, Féré, Lefèvre, Le Goupils, Magnin, Tranchand, Trubert), Bretons (Audrain, Babo, Botrel, Dubois, Gérard, Guégan, Hénin, Lainé, Le Mescam, Lucas, Morault, Ollivaud, Le Pironnec), Charentais (Bégaud, Besnard, Betfort, Bourdy, Creugnet, Waintiligon, Madani, Déméné, Talon) ou Girondins (Bonnet de Larbogne, Fabre).  
Enfin, les régions rurales les plus reculées (et les plus hostiles), en difficulté dans ce siècle de Révolution industrielle, donnent leurs lots de pionniers. Ainsi plusieurs familles puisent leurs sources dans le Massif central et notamment dans le Quercy-Rouergue (Bourgade, Lapélerie, Loupias), le Gévaudan (Pagès), l'Auvergne (Cacot, Chautard, Forest, Papon), le Limousin  (Delathière, Soury-Lavergne) ou le Vivarais (Jocteur). Dans les zones pyrénéennes, plusieurs colons viennent de l'Armagnac (Ducasse), du Pays basque (Goyetche), du Roussillon (Fruitet, Jorda, Parazols), du Béarn (Bénébig, Gauharou, Péré), de la Région toulousaine (Leyraud), du Bigorre (Bouteille, Vergès) ou du Narbonnais (Clavel). De Savoie ou plus généralement du massif alpin, on peut citer les Boyer, Brun, Mathelon ou Veyret.

#### Familles d'origine étrangère
L'une des premières vagues de colonisation, parfois avant même la prise de possession par la France, a été britannique. C'est le cas notamment par le biais des colons Paddon et/ou Cheval, que ces derniers ont recruté en Australie. Plus tard, d'autres Australiens viendront à leur tour s'installer dans la colonie française, généralement comme agents d'affaires ou commerçants (on peut citer l'armateur Thomas Johnston, arrivé en 1883, l'agent d'affaires John Brock).
Parmi les descendants d'anglais, on peut ainsi citer les Martin (qui se prononce « Martine », ils remontent aux neveux de Paddon, et en est issu l'ancien président du gouvernement de la Nouvelle-Calédonie, Harold Martin), Johnston, Hickson, Brock, Wright, Elmour, Unger ou encore George. Il faut y ajouter des Irlandais issus de la diaspora causée par la Grande famine que connaît leur île natale au milieu du xixe siècle, attirés en Nouvelle-Calédonie à leur tour par Paddon ou Cheval : les Daly (prononcé Délé en Nouvelle-Calédonie, mais dont la prononciation irlandaise est « Dêli »), O'Donoghue, O'Connor, O'Callagan, Newland notamment ont fait souche. D'un autre côté, des Irlandaises (veuves, orphelines ou filles à marier) venues individuellement dans la colonie se sont mariées à des colons déjà installés. Les familles Soulard, Creugnet, Cheval, Vergès, Hoff, tout en ayant des patronymes à consonance française, ont ainsi des origines généalogiques dans l'île verte.  
On compte également de nombreux patronymes d'origine italienne (issus des forts mouvements de migrations d'Italiens ayant eu lieu dans la deuxième moitié du xixe siècle, tels que Mostini, Marini, Gervolino, Taddeï, Luciano, Pantaloni, Paladini), allemande (surtout de la région rhénane et essentiellement des personnes s'opposant à la domination prussienne sur l'Allemagne, les Gaërtner, Hagen, Metzger, Ohlen, Schmidt, Streiff ou Tuband), belge (Busiau, Liétard, Loiseau, Metzdorf), suisse (Engler, Léoni), espagnole (Colomina, Bouteille qui initialement s'appelaient Botella), croate (Draghicevicz) ou polonaise (Komornicki). 
Mais il existe également des familles n'étant pas d'origines européennes mais largement métissées et considérées comme des « Caldoches » : ce sont surtout des descendants des différentes main d'œuvre amenées pour travailler dans les plantations de café (Indonésiens) ou de canne à sucre (Malbars, Cafres), ou dans les mines (Javanais dits « Niaoulis » lorsqu'ils sont nés sur le Territoire, Tonkinois dits « Chân đăng », Japonais) dès la fin du xixe siècle, et qui ont fini par s'installer définitivement en Nouvelle-Calédonie, contrairement à la majorité de leurs compatriotes (qui sont souvent rentrés dans leurs régions natales, les Indonésiens ou les Vietnamiens après les indépendances de leurs pays, les Japonais lors de la Seconde Guerre mondiale au cours de laquelle beaucoup ont été expulsés et leurs biens confisqués). 
Divers patronymes évidents :
- ̈indonésiens : Bouan, Kromodimedjo, Kromopawiro, Kromosentono, Partodikromo, Sariman, Soero, Soerodikromo, Sowikromo, Salikan ou Todikromo ;
- vietnamiens : Bui-Duyet, Chuvan, N'Guyen ou Tran Van Hong ;
- japonais : Fuzivala (déformation de Fujiwara), Nakamura, Nakagawa, Okada, Tsutsui, Tanaka ou Yamamoto ;
- indiens (ou « Malbars ») : Arsapin, Carpin, Paillandi, Souprayen, Virapin ou Waintiligon ;
- africains descendants d'esclaves Cafres : Mitride.
- descendants des Algériens du Pacifique forment de leur côté une importante communauté de Caldoches broussards d'origine nord-africaine, notamment à Bourail : Abdelkader, Aïfa, Ali, Ali ben Ahmed, El Arbi, El Atui, Barket, Moeksin, Mohamed, Mohamed ben Salah ou Salem.

Enfin, des descendants de Chinois ayant profité de l'ouverture des ports de leur pays par le Traité de Nankin pour s'embarquer sur des navires marchands (notamment les santaliers ou pêcheurs d'holothurie du Pacifique, et parmi eux ceux d'un certain James Paddon) se retrouvent dans les familles Alilong, Haho ou encore, et surtout, les Song.

## Répartition

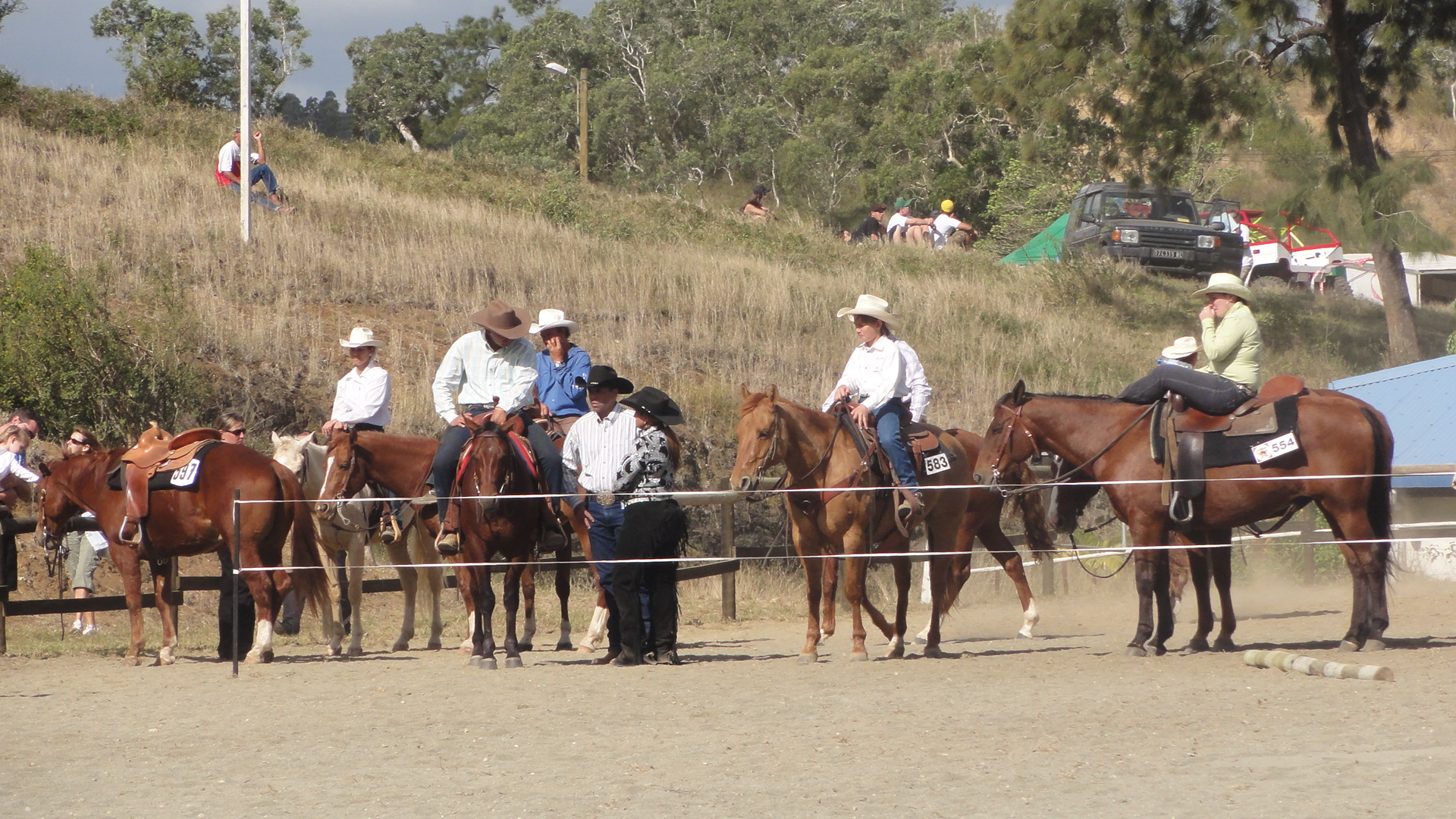
« Broussards » à la Foire de Bourail.

Parmi les « Caldoches, on distingue généralement les familles nouméennes et les familles « Broussardes » (ou de Brousse). Les premières comptent en leur sein les plus anciennes de l'archipel, remontant pour beaucoup d'entre elles à la colonisation « pionnière » de l'avant bagne, c'est-à-dire des années 1850, 1860 et 1870. Elles conservent souvent une propriété rurale en dehors de la ville, signe qu'elles descendent  de colons-éleveurs de Brousse venus s'installer au chef-lieu pour une raison ou pour une autre (par exemple, pour y développer une activité commerciale ou libérale, ou en raison de l'échec de leur exploitation agricole) ou encore qu'elles étaient 
présentes dès le départ dans la presqu'île de Nouméa avant que l'urbanisation ne les rattrape. Certains ont même donné naissance à de véritables dynasties financières et/ou industrielles (les Ballande ou les Pentecost dans le secteur marchand, de la distribution et de l'import-export, les Magnin dans le domaine de la santé, les Cheval dans la mine et l'immobilier, les Lafleur dans la mine puis l'agroalimentaire et des industries diverses dont la production de produits ménagers, les Montagnat dans la mine également, les Jeandot dans l'imprimerie, la papeterie et la concession d'automobiles), et de nombreuses figures de la vie politique locale sont issues de ses rangs (le sénateur Henri Lafleur puis son fils le député Jacques Lafleur, les anciens présidents du gouvernement Pierre Frogier et Harold Martin, l'ancien maire de Nouméa, Roger Laroque et son successeur Jean Lèques). La forte proportion d'Européens dans le chef-lieu a d'ailleurs valu à celui-ci d'être longtemps surnommé « Nouméa la Blanche ». Bien que celle-ci soit plus cosmopolite aujourd'hui du fait de l'arrivée continus de travailleurs wallisiens ou futuniens ou encore en raison du fort exode rural venu des tribus Kanaks de brousses, la population européenne (Caldoches, sans prendre en compte ceux d'origines non européennes, et Zoreilles) représente toujours en 2009 61 034 personnes dans le Grand Nouméa, soit la première communauté de l'agglomération avec 37,28 % de sa population (ils forment 43,4 % des Nouméens). En y ajoutant les personnes s'étant déclarées comme appartenant à plusieurs communautés (beaucoup de Caldoches étant métis) ainsi que ceux ayant choisi une autre appellation communautaire que celles proposés lors du recensement (dont une grande partie de personnes se déclarant « Calédoniennes »), cela donne 88 728 individus dans l'aire urbaine (54,19 %, et 58,17 % des Nouméens). Il faut néanmoins relativiser ce dernier chiffre dans le sens où le groupe des Européens comprend la quasi-totalité des « Métropolitains » et les catégories « Autres » ou « Plusieurs communautés » pouvant correspondre à d'autres populations que les Caldoches (Antillais, métissages océaniens ou asiatiques, par exemple), presque tous installés dans la capitale locale ou sa banlieue, tandis que le nombre de personnes que peuvent représenter ces derniers est difficilement quantifiable.       
Le terme de « Broussard » renvoie quant-à-lui aux habitants blancs de la Brousse, ou campagne néo-calédonienne, qui vivent encore d'une activité rurale sur des propriétés (appelées « stations ») de tailles variables, pratiquant essentiellement l'élevage extensif de bovins, mais aussi de cervidés, de volaille ou de lapins. Elles sont surtout réparties dans les communes de la côte ouest de la Grande Terre, de Païta au sud à Koumac au nord (leur proportion diminue en même temps que l'éloignement par rapport à Nouméa augmente). Il en existe également un peu sur la côte est, notamment à Touho ou Poindimié ainsi que dans les villages miniers de Kouaoua ou Thio, leur proportion dans la population locale y oscillant entre 7 et 20 % selon le recensement de 2009. Ils sont en revanche totalement absents des Îles Loyauté qui sont toujours restées des réserves coutumières kanaks intégrales.    
De plus, la population caldoche se distingue des Métros (ou « Zoreilles » ou « Zozos », dans le parler local) que sont les Français de métropole présents depuis peu dans l'archipel, que ce soit par une affectation comme enseignant, militaire ou fonctionnaire, ou bien par recherche d'un emploi. 
Il est difficile d'évaluer leur nombre aujourd'hui. En effet, les recensements ethniques (dont le dernier a eu lieu en 2009), ne prennent pas en compte le fait d'être Caldoche, mais distinguent les Européens (qui comprennent donc Caldoches et Métropolitains ou Zoreilles, soit en tout 71 721 personnes et 29,2 % de la population locale en 2009) des personnes se déclarant appartenir à « plusieurs communautés » (ou métis, 20 398 individus et 8,31 %) ou se définissant simplement comme Calédoniens (12 177 habitants et 4,96 %), mais aussi des Indonésiens (5 003 personnes et 2,5 % du total) et des Vietnamiens (2 822 et 1,43 %) alors que, nous l'avons vu, une partie de ces derniers peut se considérer ou être considérée comme faisant partie de la communauté « Caldoche ».

## Culture

### Façon de parler
Les Caldoches parlent tous le français et il s'agit, pour une grande partie d'entre eux, de leur langue maternelle. Néanmoins, ils s'expriment souvent avec un accent particulier et des expressions empruntées à l'ensemble de la mosaïque ethnique de l'archipel. Les sons an se transforment généralement en ôn et, inversement, les sons on en ân. La tonalité subit un allongement phonétique, les a, les o, les an ont une tonalité basse, allongée, légèrement gouailleuse, les fins de mot sont souvent non prononcées comme « valable » se dit « valab' » ou « quatre » qui se dit « quate », ou bien au contraire exagérées comme « quatreu » ou encore « cerff » (en prononçant le f final) pour « cerf ». 
Le vocabulaire comprend certains mots d'origine :
- kanak : « ahou » ou « awa » pour l'étonnement, « kalolo » pour « c'est bien ! », « wanamatcha » pour l'étonnement mêlé à la peur, « yossi » ou « yossipan » qui a un sens similaire, « tcha » pour marquer son énervement et demander le silence, « kaillafou » pour quelque chose qui est fait n'importe comment ou quelqu'un de mal habillé ou de médiocre,
- anglo-saxonnes comme le « tata » utilisé en permanence pour dire « au-revoir », les « poppers » (à ne pas confondre avec les vasodilatateurs du même nom) pour des liquides vendus en brique de carton (notamment le vin ou des laits chocolatés pour les enfants), mais aussi certains termes légèrement transformés de la prononciation anglaise comme « bus » (prononcé « beusse »), « car » ou « babycar » pour désigner les autobus, « tink you » ou « tink's » pour remercier, le « creek » pour désigner un gué, un trou d'eau ou un ruisseau, « station », prononcé néanmoins à la française, pour une exploitation agricole,
- polynésiennes : « tabou » pour les lieux sacrés des Kanak, « faré » qui est un endroit abrité, « nana » pour dire au revoir, « manou » en synonyme de paréo ou encore « fiu » comme adjectif pour signifier la fatigue, « réré » pour un homosexuel ou encore certaines insultes comme « pia », « mata siko pia » ou « titoï téuré »,
- asiatiques comme les « omaïs » pour un certain type de friandises chinoises, le « soyo » pour la sauce de soja,
- français mais soit :
  - déformés comme « l'ôngin » à la place de « l'engin » et qui signifie l'étonnement, très utilisé, à l'instar du « l'ônculé », déformation de « l'enculé » mais qui a perdu toute sa connotation vulgaire ; « tahi » plutôt que « tu as vu » ; « gad' » pour « regarde » ; « famille avec » plutôt que « de la famille de » ; « jamais » placé en début de proposition et non à la fin ; « envoye » pour « envoie » ; « t'aleur », « tal » plutôt que « à tout à l'heure » (et qui est utilisé même s'il n'est pas programmé qu'on se revoie dans la journée) ; « mam' » pour « maman ».
  - ou au sens détourné tel que « claquettes »[réf. nécessaire] pour les tongs ; « tu connais que » utilisé pour dire « tu sais » ou « tu savais que » ; « boulette » pour « plein d'énergie » ; « gadin » comme synonyme de « cerf » ; « douille » pour signifier la réprimande ; « net » comme approbation ; « fin »[réf. nécessaire] employé avant un adjectif, souvent « valab' », pour l'accentuer, en remplacement du « très » ; « damer » pour dire « remplir de » ou « rouer de coups » ; « astiquer » pour « corriger et/ou réprimander » ; « claquer » ou « péter » au sens d'effectuer ou de se lancer dans une activité souvent de détente et généralement suivi de « un coup » comme « claquer un coup d'chasse » ; « demain » pour « au revoir » (il est en effet utilisé même si, comme pour le « t'aleur », les personnes qui se saluent ainsi n'ont pas prévu de se revoir le lendemain) ; « vieux » et « vieilles » pour désigner son mari ou sa femme (surtout chez les Broussards) ou, pour les jeunes, leurs parents[réf. nécessaire].
  - certaines expressions régionales françaises se retrouvent également, comme le « pochon » (utilisé notamment dans l'Ouest et le Midi de la France) pour les sacs en plastique.
- Enfin, certains termes sont totalement spécifiques au parler néo-calédonien :
  - par onomatopée à l'instar de « voutevoute » comme synonyme de « claquette » ou de « catoune » pour l'étonnement,
  - par néologisme à partir d'un mot existant tels que « Caldoche », « Broussard » pour les habitants de la « brousse », « chenillard » pour un bulldozer ou enfin « chouchoute » pour désigner la chayote ou un « coup de poing »,
  - par utilisation d'une marque pas ou peu connue en métropole pour n'y être pas ou plus commercialisée : milo pour le chocolat en poudre, lait sunshine (du nom d'une marque australienne) pour le lait en poudre, les sao (du nom d'un type de crackers de la marque australienne Arnott's) pour les biscuits, le kraft pour la pâte de fromage, le Mobilis (opérateur local de téléphonie mobile) pour le téléphone portable.

Il existe également certaines expressions propres aux jeunes, tels que « choc » pour « c'est bien », « ceb' dem' tal' » (raccourci qui trouve son origine dans le langage sms local pour « c'est bon, demain, taleur ») ou « tal toul » pour « au revoir ».      
L'accent, ainsi que la « mentalité » caldoches ont été particulièrement parodiés notamment par l'humoriste et chansonnier François Ollivaud ou dans la bande dessinée La Brousse en folie de Bernard Berger, à travers le personnage tonton Marcel, sa femme Mimine et leur fils Fifils. Autre succès de la BD locale, Frimeurs des Îles de Niko et Solo se moquent surtout de Caldoches de Nouméa, de leur passion supposée immodérée pour les grosses voitures et le tuning.

### Cuisine et produits du terroir
La cuisine caldoche est, comme pour la langue, un mélange d'influences diverses, et utilise massivement : 
- des produits du terroir comme 
  - la viande d'élevage, surtout bovine (en filet, steak, bavette et autres pièces de boucherie, mais aussi en brochettes, il n'y a en revanche qu'une très faible production laitière), mais aussi du porc, de la volaille (et donc des œufs) et du cerf d'élevage,
  - des produits de l'aquaculture comme la crevette (servie cuite mais froide et mangée avec de la mayonnaise principalement, mais aussi en carry, au miel, à la sauce de soja ou « soyo », ou comme ingrédient du bami),
  - des fruits (banane, banane poingo à cuire, mangue, papaye, ananas, noix de coco pour sa chair, son lait et son eau, litchi, pomme cannelle, pomme-liane, corossol) et légumes (patate douce et patate carry, igname, taro, manioc, chouchoute, la squash qui est une variété de potiron) tropicaux,
  - des fruits (citron, mandarine, orange, mais aussi les fraises, pêches ou abricots produits par les « Fraisiers de Païta ») et légumes (haricots, pommes de terre, tomates, chou de Chine) tempérés ou subtropicaux,
  - du miel,
  - des épices et fines herbes comme la vanille (surtout produite à Lifou), le piment et en particulier le piment oiseau, le « safran » (en fait du curcuma) utilisé pour le carry, les herbes de Provence, la menthe.
- la chasse dont principalement celle du cerf, et qui peut être préparé en filets, brochettes, en carry, saucissons, pâté ou en salade, et de la roussette, ou encore du cochon sauvage ou du notou,

- la pêche :

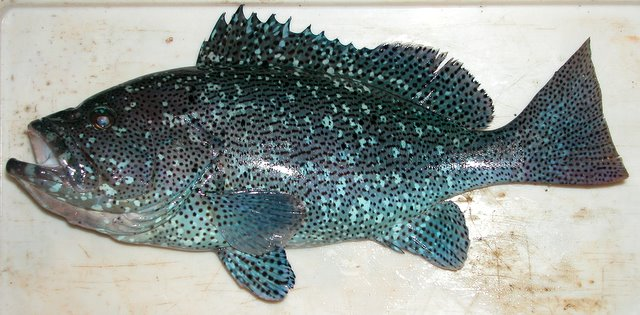
Loche bleue, Epinephelus cyanopodus, de Nouvelle-Calédonie

  - les fruits de mer sont une des bases de la cuisine néo-calédonienne, notamment les crabes de palétuvier ou ceux de cocotier (mangés chaud ou froid, décortiqués ou non, en carry, en salade, grillés et/ou au poivre), langoustes, cigales de mer appelées localement « popinées », ou langoustines,
  - les poissons du lagon, que l'on pêche soit même ou que l'on achète au marché de Nouméa pour le consommer frais en salade (notamment la salade tahitienne, généralement préparé avec du perroquet banane mariné dans le citron et dans une sauce à base de lait de coco), en carry (surtout de thon), en darnes et au four ou en sashimi. Les principaux poissons péchés sont le thon (essentiellement thon jaune ou encore le thon obèse, appelé localement « thon bachi »), le vivaneau, le bec-de-canne (Lethrinus nebulosus), le poisson-perroquet (ou simplement « perroquet »), le perroquet banane (Bodianus perditio), le mahi-mahi (prononcé « maï-maï »), le thazard (surtout de l'espèce Scomberomorus commerson), la loche bleue (Epinephelus cyanopodus) ou loche saumonée (aussi simplement appelée « saumonée »), le saumon des dieux,
  - les mollusques céphalopodes comme la seiche, la pieuvre ou le calmar,
  - les coquillages ramassés sur le platier ou dans le sable, notamment les trocas (surtout en salade), sauteurs (en salade ou en carry), pétoncles ou encore les huîtres de palétuvier.
- le ver de bancoule, généralement préparé sauté au beurre ou au pastis mais également consommé cru uniquement à l'occasion de la fête du Ver de bancoule de Farino.
- le riz blanc, généralement servi à part du plat principal, est un accompagnement quasi systématique à chaque repas où il remplace pratiquement le pain.
- le tout est généralement agrémenté de toute une gamme de condiments, accompagnements et sauces, outre la moutarde ou la mayonnaise (systématiquement de la marque Kraft) :
  - les achards comme condiment accompagnant massivement une grande partie des plats, notamment la viande froide ou les carry,
  - le soyo, surtout de la marque japonaise Kikkoman, est largement utilisé dans la préparation culinaire (pour des plats d'origines asiatiques comme le bami, le poulet ou porc au soyo, le porc au sucre, entre autres) et est traditionnellement placé sur la table, au même titre que le sel ou le poivre, pour être ajouté selon le goût de chacun dans le riz blanc, les pâtes ou dans le plat principal. L'arôme saveur de la marque Maggi s'est également développé plus récemment,
  - la sauce chutney,
- les produits laitiers sont importés depuis les années 1970 et la mise en place de liaisons aériennes régulières, et sont donc plus utilisés aujourd'hui qu'ils ne pouvaient l'être auparavant. Ainsi il n'est plus rare aujourd'hui de voir servi des fromages autres que les simples produits de la gamme Kraft (le processed cheese vendu sous forme solide ou liquide pour être tartiné, généralement consommé au petit-déjeuner ou au goûter), avec un choix néanmoins plus restreint qu'en métropole (surtout du camembert, gruyère, roquefort, emmental, reblochon, fromage à raclette, fromage blanc ou certains fromages de chèvre). Certains produits, notamment des yaourts, fromages blancs, de marques internationales comme nestlé sont réalisés localement sous licence par la firme Socalait qui fabrique également un camembert, Le Broussard[23]. La marque Tennessee Farm, basée à Bourail, produit des yaourts, crèmes et fromages blancs[24]. Le lait importé d'Australie (notamment le lait en poudre Sunshine) est très largement utilisé par les familles caldoches.

Pour les boissons, outre les grandes marques internationales de soda ou d'alcools fabriqués localement sous licence (Coca-Cola, Fanta, Sprite, Orangina et leurs dérivés, Kronenbourg 1664 par la Société Le Froid du groupe Lafleur, Pepsi, Lipton Ice Tea, 7 Up, Sport+, Amigo, Tarino, Kick et leurs dérivés, Heineken et Adelscott par la GBNC) ou importés (notamment pour tous les spiritueux ou encore la Desperados, le whisky, généralement appelé « bouteille carrée », est particulièrement apprécié au moment de l'apéritif), certaines boissons sont des produits exclusivement locaux :
- - la bière Number One, lager blonde de la GBNC, est particulièrement populaire, si bien que toutes les autres marques ont eu du mal à s'implanter sur le Territoire. Elle a reçu plusieurs prix internationaux, dont la médaille d'or de l'Institut international pour les sélections de la qualité (IISQ) de Bruxelles en 1993[25].
  - les jus de fruit de la gamme Oro de la Société Le Froid,
  - les sirops de la marque Tulem de la Société Le Froid.

Du côté des biscuits, sucreries et pâtes à tartiner, les plus populaires sont importés d'Australie ou d'origines chinoises :
- - les biscuits de la gamme Arnott's : sao (cracker), arrowroot (prononcé « arouroute », biscuit à la saveur de marante arrow-root), Scotch-finger (petit Beurre pouvant se casser en deux parts égales), Tim Tam (biscuits aux chocolat), Delta Cream (biscuit en sandwich avec une crème en garniture entre deux biscuits de chocolat, à l'instar des Oreo), indissociables des goûters des jeunes calédoniens,
  - les chips au fromage de la marque Twisties,
  - la pâte à tartiner salée, très répandue même si adorée ou détestée selon les goûts, Vegemite,
  - les sucreries vendues dans pratiquement toutes les épiceries (chez le « Chinois », car essentiellement tenus par des Indonésiens, Vietnamiens ou Chinois) et d'origine asiatique, généralement des fruits séchés, sucrés-salés et vinaigrés comme des omaïs rouges (à base de prune, reconnaissable pour son enrobage très tachant), mangues, papayes ou tamarins séchés.

La cuisson se fait traditionnellement à l'huile et sans graisses animales, même si l'importation accrue des produits laitiers à partir des années 1970 a permis de développer l'usage du beurre. 
La cuisine caldoche a largement été popularisée auprès des autres composantes de la population néo-calédonienne et des touristes. « Mamie Fogliani » (Éliane Fogliani, habitante de Farino) est notamment devenue une autorité en la matière pour avoir présenté des émissions culinaires sur la chaîne de télévision locale dans les années 1980 et 1990, édité une série de livres de recette baptisés Les Recettes calédoniennes de Nouvelle-Calédonie (Tome 1 : Viandes et Volailles, Tome 2 : Poissons et fruits de mer, Tome 3 : Salades et entrées, parus aux éditions locales Grains de Sable entre 1985 et 2005) et pour sa table d'hôte réputée située dans son village de Farino. Plusieurs foires rurales sont organisées durant l'année en « Brousse » afin de présenter les produits et pratiques locales (notamment avec des rodéos), la plus célèbre et la plus fréquentée restant celle de Bourail durant le week-end de la semaine du 15 août. On peut également citer la fête du cerf et de la crevette de Boulouparis lors du deuxième week-end de mai, la fête de la génisse à la broche en mai-juin et la foire (en septembre, constitue le principal rendez-vous agricole et artisanale du Territoire) de Koumac, la fête du ver de bancoule de Farino (connue pour sa dégustation par les touristes et visiteurs de vers de bancoule crus, organisée le deuxième dimanche de septembre par Mamie Fogliani) ou encore la fête du bœuf de Païta le troisième ou quatrième dimanche d'octobre.

### Littérature
Certains écrivains qui ont connu une carrière en métropole sont nés sur le territoire et issus d'une famille locale : c'est le cas notamment du poète Francis Carco, ou encore de l'éditeur, écrivain et critique littéraire (connu pour son rôle de collaborateur pendant la Seconde Guerre mondiale) Alain Laubreaux. 
Mais l'écrivain néo-calédonien le plus prolifique reste certainement Jean Mariotti, issu d'une vieille famille calédonienne, qui écrit à Paris où il est installé mais situe la plupart de ses récits dans son île natale, en s'inspirant fortement des légendes kanaks mais aussi du mode de vie rural des « Broussards » ou de l'histoire des bagnards (son père ayant été un transporté). Ses principales œuvres sont alors :
- Les Contes de Poindi, recueil de contes inspirés de légendes kanak, publié en 1939 puis revu et corrigé en 1941 et traduit en anglais, en allemand et en slovaque notamment.
- Takata d'Aïmos, éd. Flammarion, Paris, 1930, 249 p. (réédité à Nouméa en 1995 puis de nouveau en 1999), roman fantastique lui aussi inspiré d'une légende traditionnelle kanak[34].
- Remords, éd. Flammarion, Paris, 1931, 283 p. (réédité à Nouméa en 1997), roman psychologique sur les bagnards[35].
- À bord de l'incertaine, éd. Stock, Delamain et Boutelleau, Paris, 283 p. (réédité à Papeete en 1981 puis à Nouméa en 1996 et en 2000), récit de fiction se situant dans un pays imaginaire mais inspiré de son enfance dans le petit village calédonien de Farino[36].
- Le Dernier voyage du Thétis, éd. Stock, Paris, 1947, 251 p., recueil comprenant 7 nouvelles : « Le Dernier Voyage du Thétis », « Paysage », « Le Porto du Drafn », « Toi y'en a monnaie ? », « Simple histoire », « L'épopée accidentelle », « Nuit calédonienne »[37].
- Également plusieurs ouvrages sur l'histoire, la géographie ou l'économie de la Nouvelle-Calédonie.

L'écrivain Georges Baudoux écrit plusieurs nouvelles entre les années 1910 et 1950, dont certaines sont publiées par des revues locales sous le pseudonyme de Thiosse. Elles ne seront pourtant compilées dans des recueils et pleinement éditées qu'après sa mort, notamment à travers les deux tomes de Les Blancs sont venus parus par la Société d'études historiques de la Nouvelle-Calédonie en 1972 et 1979. L'essentiel de ses œuvres décrit et met en avant le cloisonnement de la société coloniale. 
Plus récemment, l'Association des écrivains de Nouvelle-Calédonie a été fondé en 1996 par Nicolas Kurtovitch, lui-même issu d'une famille implantée dans l'archipel depuis le xixe siècle, et auteur contemporain néo-calédonien le plus productif et peut-être le plus connu. Son style est décrit par Jean-Claude Bourdais comme « une écriture en marche qui permet toujours une ascension », un itinéraire initiatique « toujours ancré dans l’espace ou le lieu dont il parle » qui débouche et se poursuit « par la défense et le combat permanent pour ce que le rêve a laissé entrevoir et permis d’atteindre. Seule la vigilance permet d’éviter que le rêve ne soit qu’un mirage ». Son œuvre, mêlant culture occidentale et influences océaniennes ou orientales, cherche à « réconcilier deux mondes et rêve d'une fraternité universelle qui ne contredirait pas le lien au sol natal ». Elle comprend :
- essentiellement des recueils de poésie (Sloboda en 1973, Vision d'Insulaire en 1983, Souffle de la nuit en 1985, L'Arme qui me fera vaincre en 1988, Homme montagne en 1993, Assis dans la barque en 1994, Avec le masque en 1997, Dire le vrai / To Tell the Truth qui est une édition bilingue de 18 poèmes avec l'auteur kanak Déwé Gorodey en 1999, On marchera le long du mur en 2000, Poème de la solitude et de l'exil en 2001, Autour Uluru et Ode aux pauvres en 2002, Le Piéton du Dharma qui a reçu le prix 2003 du Salon du livre insulaire d'Ouessant[42] et Le dit du cafard taoïste, 2005),
- des recueils de nouvelles (Forêt, Terre et tabac en 1993 qui défend l'idée d'une « relation symbiotique avec l'univers naturel et spirituel »[43], Lieux en 1994 puis réédité en 2006 avec d'autres nouvelles et Totem en 1997),
- des pièces de théâtre (Le Sentier Kaawenya en 1998 mis en scène pour l'inauguration du Centre culturel Tjibaou, Les dieux sont borgnes avec le dramaturge et metteur en scène kanak Pierre Gope en 2002 et La Commande en 2004),
- un recueil de Récits (Seulement des mots en 1977),
- un roman Good night friends, paru aux éditions « Au Vent des Îles » à Papeete en 2006, sur le thème d'un kanak qui a quitté sa terre pour aller à la ville et tombe dans une histoire d'envoûtement avec un meurtre, avec en toile de fond les questions du nom et de la terre dans la société kanak, du mélange des cultures (des mélanésiens qui aiment l'opéra), entre autres[44].
- il a enfin participé à plusieurs anthologies, ouvrages collectifs et revues, en Nouvelle-Calédonie et en France (notamment la revue Autrement et Passerelles).

### Musique
Il existe un style musical « caldoche » ou plus particulièrement « broussard », aux sonorités empruntées à la musique country et essentiellement jouée dans un contexte festif. On peut citer notamment les albums « Ambiance Souvenir » du groupe « Équipe du Nord - marche », avec des morceaux tels qu'une reprise du Zorro d'Henri Salvador, Les Héritiers du Texas, Je n'suis qu'un vieux broussard ou Lina Kalamity de Raymond Durand Honda, La pêche à Temala de Serge Mathelon ou C'est nous les broussards de Georgy Péraldi. 
Le chansonnier caldoche François Ollivaud est célèbre localement pour ses morceaux humoristiques comme Le Ver de Bancoule, C'est toi mon amour, La Bande à Berger ou Notre caillou.

### Maisons coloniales

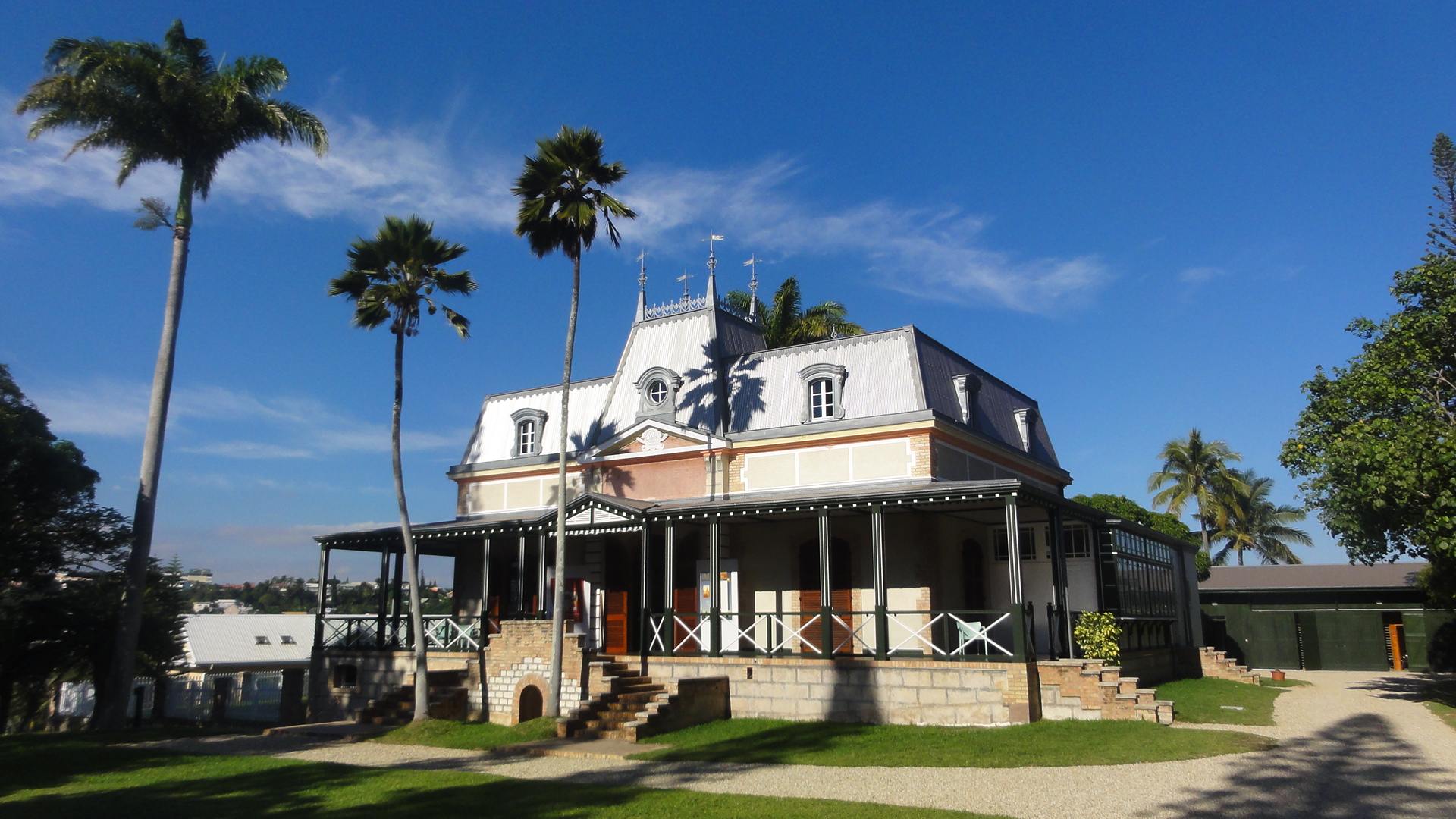
Un exemple de maison coloniale : le Château Hagen dans le quartier de la Vallée des Colons à Nouméa

La colonisation de peuplement à partir du milieu du xixe siècle a permis le développement d'un style architectural résidentiel particulier dit des « maisons coloniales » qui se retrouve, avec certaines variantes, dans d'autres anciennes colonies françaises (Réunion, Antilles, Polynésie française, Indochine) ou anglo-saxonnes (dans les États du Sud des États-Unis ou l'Inde). Bien que de factures variables, elles offrent généralement un certain charme et un élément identitaire important pour les Calédoniens d'origine européenne, qui poussent pour leur préservation. Toutefois, les intempéries (notamment les cyclones), l'usure (rouille des toits, pourrissement et attaque de termites sur les éléments en bois) ou divers projets immobiliers ont entraîné la disparition de la plupart de ces maisons. Présentes dans la plupart des communes ayant connu une certaine implantation européenne, surtout sur la côte Ouest, les plus célèbres et représentatives restent l'ancienne Banque Marchand ou Ancienne Mairie (première banque locale de 1874 à sa faillite retentissante pour la colonie en 1880, avant de servir d'hôtel de ville de 1880 à 1975 et reconvertie en 1996 en musée de la ville), la Maison Célières du Faubourg Blanchot (délabrée depuis le décès de sa dernière propriétaire en 1995 et « squattée » par plusieurs familles pendant des années, elle a été rachetée par un promoteur qui a eu la charge, en échange de la construction d'un immeuble sur une partie du terrain, de la reconstruire à l'identique de l'originale),, le « château Hagen » ou encore le bâtiment historique de la clinique Magnin à la Vallée des Colons pour Nouméa, le « Château Grimigni » à Pouembout. Elles comprennent généralement
- une assise et ossature centrale (murs, fondations) en dur (pierres, chaux, voire béton cyclopéen), mais quelquefois en bois, et une toiture en tôle. Les murs sont particulièrement épais (60 à 100 cm), donnant aux édifices un aspect massif et permettant de réguler la température intérieure. La forme générale est rectangulaire. Le tout est souvent surélevé, pour éviter les inondations, profiter d'un vide sanitaire pour lutter contre la chaleur ou tout simplement, pour celles de Nouméa, parce qu'elles sont souvent construites sur des zones marécageuses.
- un corps principal, salles de détente, salon d’été, salle à manger, chambres, et agrémentée sur l'avant, ou tout autour de la bâtisse, d'une véranda protégée d'une contre-pente avec frise de tôle découpée en pointe. Les murs sont percés d'assez larges fenêtres ou baies, avec croisillons, persiennes ou verrières multicolores. Il y a souvent un étage avec des chambres ou plus généralement un grenier (remise à meuble ou, en milieu rural, entrepôt de produits de la ferme), parfois lui aussi doté d'une véranda ornée de garde-corps de paliers ouvragés. Le toit en tôle à quatre pans en pignon (quelquefois avec un faux-pigeonnier) et surmonté de faux-pinacles ou faux-paratonnerres. Les maisons les plus travaillées disposent de marquises au-dessus des portes ou des fenêtres. Le sol est en plancher.
- une ou plusieurs annexes servant de caves (cellier, réserve à denrées, mûrisserie), d'ateliers, d'ateliers ou d'abris pour les outils ou les matériaux, de cuisine qui sont ainsi généralement séparées du bâtiment principal, de sanitaires, de logements pour les employés de maison ou ouvriers agricoles.

## Personnalités «caldoches»

### Personnalités politiques

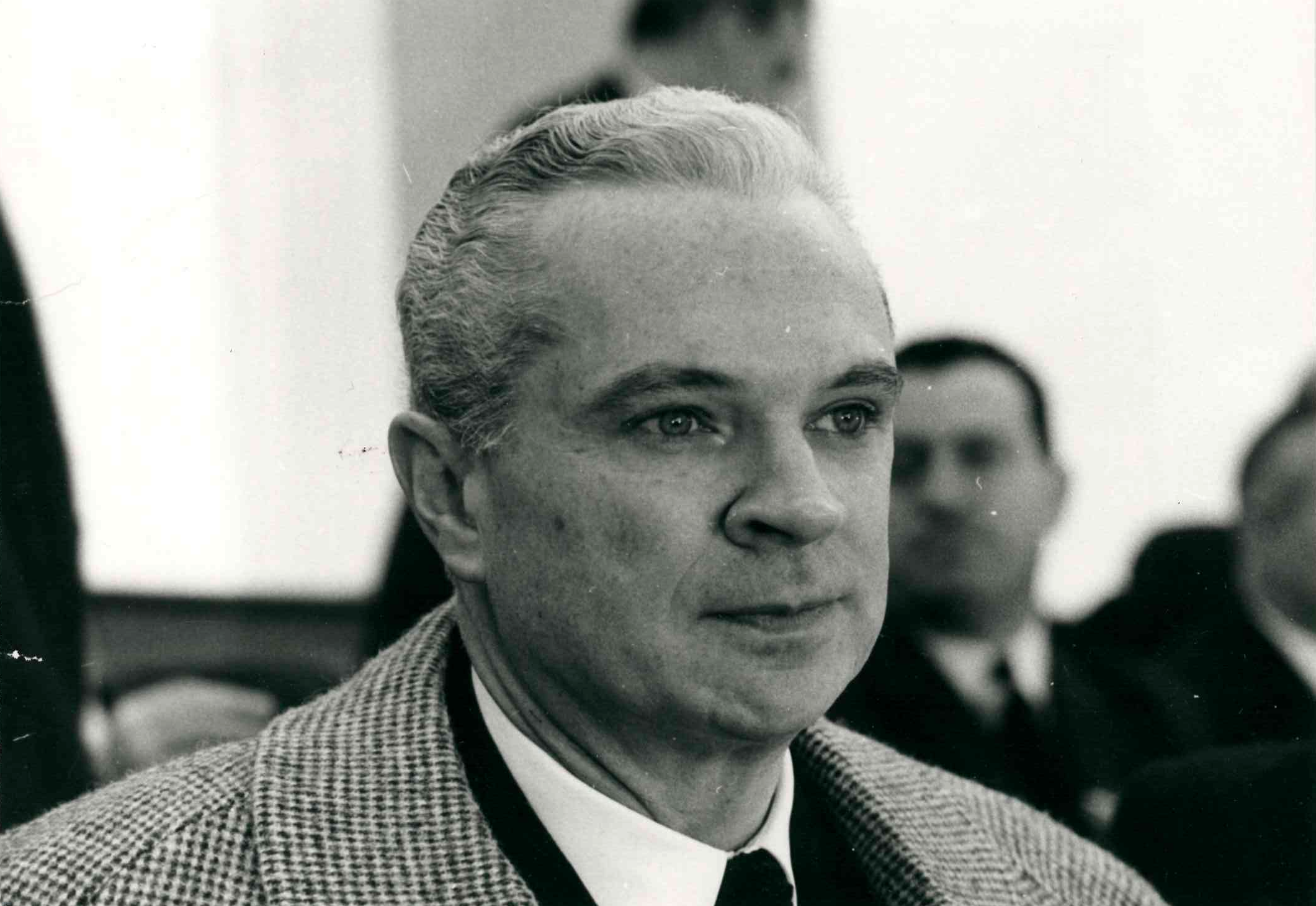
Roger Frey.

- Roger Frey, ministre de l'Intérieur du général de Gaulle de 1961 à 1967, ensuite ministre d'État chargé des Relations avec le Parlement de 1967 à 1971 puis chargé des Réformes administratives de 1971 à 1972 et enfin président du Conseil constitutionnel de 1974 à 1983.
- Henri Lafleur, sénateur de 1947 à 1955 puis de 1959 à 1974.
- Jacques Lafleur, son fils, député de 1978 à 2007, président de la Province Sud de 1989 à 2004.
- Armand Ohlen, sénateur de 1955 à 1959.
- Lionel Cherrier, sénateur de 1974 à 1983.
- Roger Gervolino, député de 1945 à 1951.
- Roger Laroque, maire de Nouméa de 1953 à 1985.

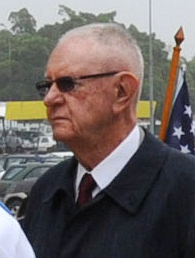
Jean Lèques en 2009.

- Jean Lèques, maire de Nouméa de 1986 à 2014, président du Gouvernement de la Nouvelle-Calédonie de 1999 à 2001.
- Pierre Frogier, maire du Mont-Dore de 1989 à 2001, député de 1996 à 2011, sénateur de 2011 à 2023, président du Gouvernement de la Nouvelle-Calédonie de 2001 à 2004, président du Congrès de la Nouvelle-Calédonie de 1995 à 1997 et de 2007 à 2009, président de la Province Sud de 2009 à 2013.

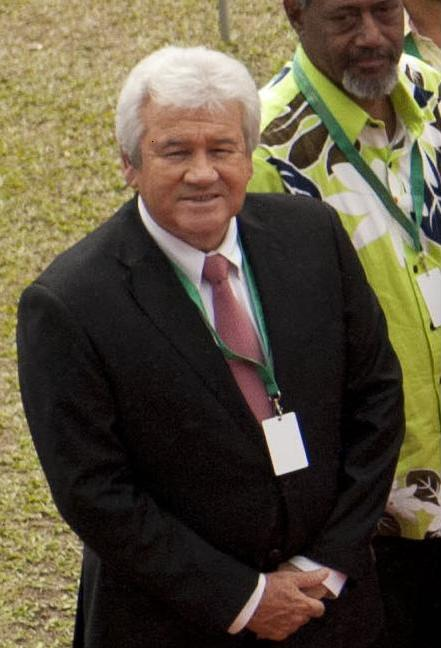
Harold Martin en 2013.

- Harold Martin, maire de Païta de 1995 à 2019, président du Gouvernement de la Nouvelle-Calédonie de 2007 à 2009 et de 2011 à 2014, président du Congrès de la Nouvelle-Calédonie de 1997 à 1998, de 2004 à 2007 et de 2009 à 2011.
- Georges Naturel, maire de Dumbéa de 2008 à 2023, sénateur depuis 2023.
- Sonia Lagarde, députée de 2012 à 2017, maire de Nouméa depuis 2014, vice-présidente de l'Assemblée de la Province Sud de 2004 à 2011.

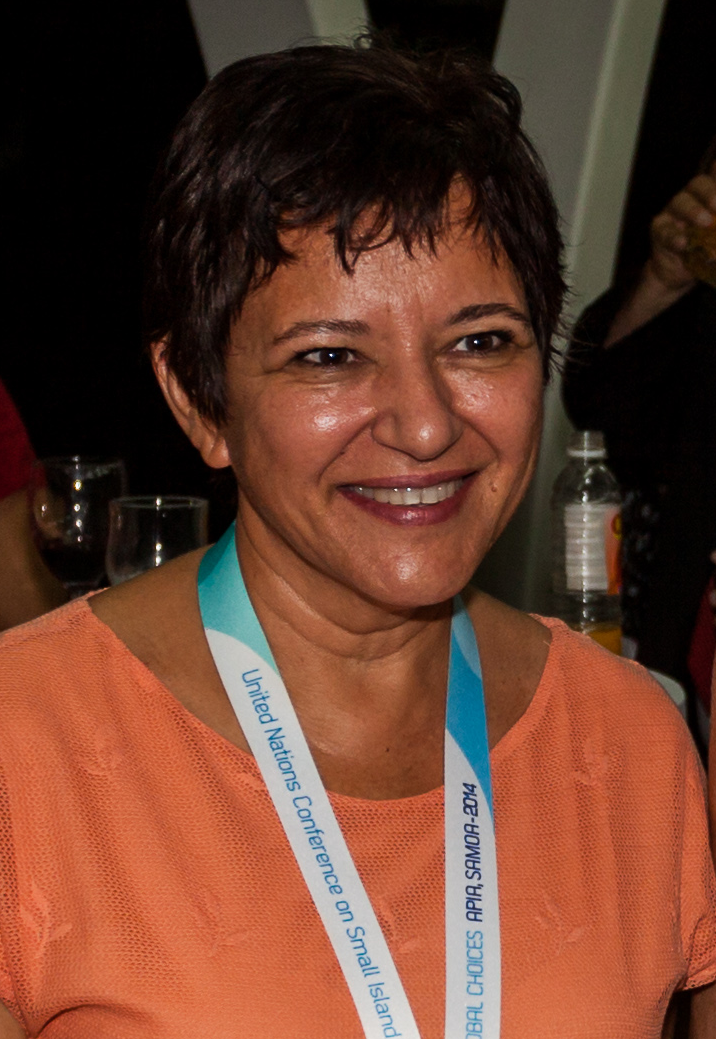
Cynthia Ligeard en 2014.

- Cynthia Ligeard, présidente de l'Assemblée de la Province Sud de 2012 à 2014, présidente du gouvernement de la Nouvelle-Calédonie de 2014 à 2015.
- Philippe Michel, président de l'Assemblée de la Province Sud de 2014 à 2019.
- Philippe Dunoyer, député de 2017 à 2024, porte-parole du gouvernement de la Nouvelle-Calédonie de 2009 à 2011 et de 2016 à 2017.
- Philippe Germain, président du gouvernement de la Nouvelle-Calédonie de 2015 à 2019.
- Sonia Backès, porte-parole du gouvernement de la Nouvelle-Calédonie de 2011 à 2014, présidente de la Province Sud depuis 2019.
- Nicolas Metzdorf, député depuis 2022, porte-parole du gouvernement de la Nouvelle-Calédonie de 2017 à 2019, président fondateur de Générations NC depuis 2019, maire de La Foa depuis 2020.
- Isabelle Champmoreau, vice-présidente du gouvernement de la Nouvelle-Calédonie depuis 2021.

### Auteurs
- Jean Mariotti
- Georges Baudoux
- Nicolas Kurtovitch

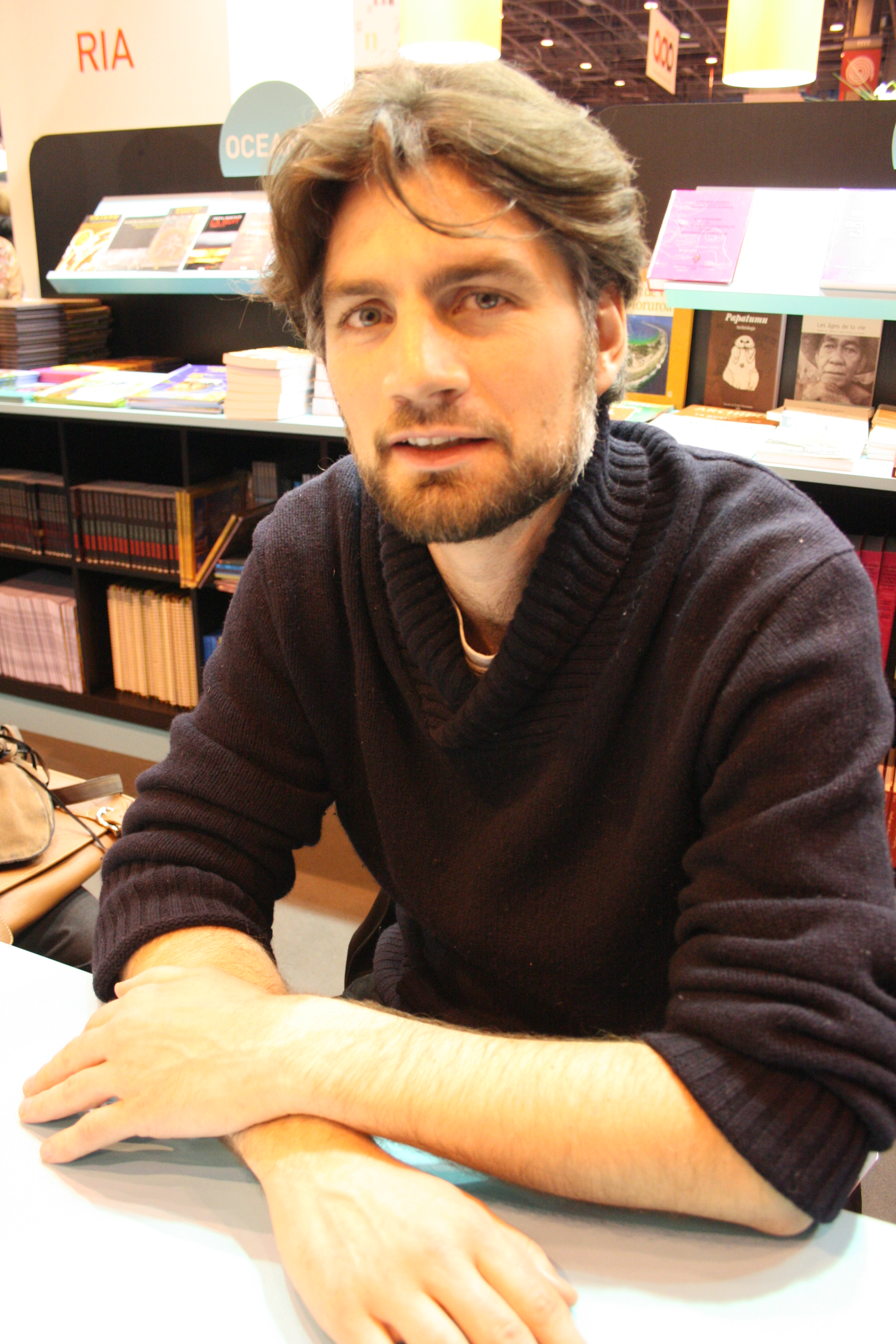
Enguerrand Guépy en 2011.

- Bernard Berger, dessinateur et scénariste de la bande dessinée La Brousse en folie.
- Frédéric Ohlen
- Enguerrand Guépy

### Artistes peintres
- Gemmanick

### Journalistes
- Alain Laubreaux, critique littéraire à La Dépêche du Midi et surtout à Je suis partout de 1937 à 1944.
- Marie-France Cubadda, présentatrice du JT de 20 heures de La Une de 1986 à 1987, puis du Journal du soir de La Cinq en 1988 et des journaux du week-end du midi et du soir de cette chaîne de 1988 à 1990.

### Sportifs

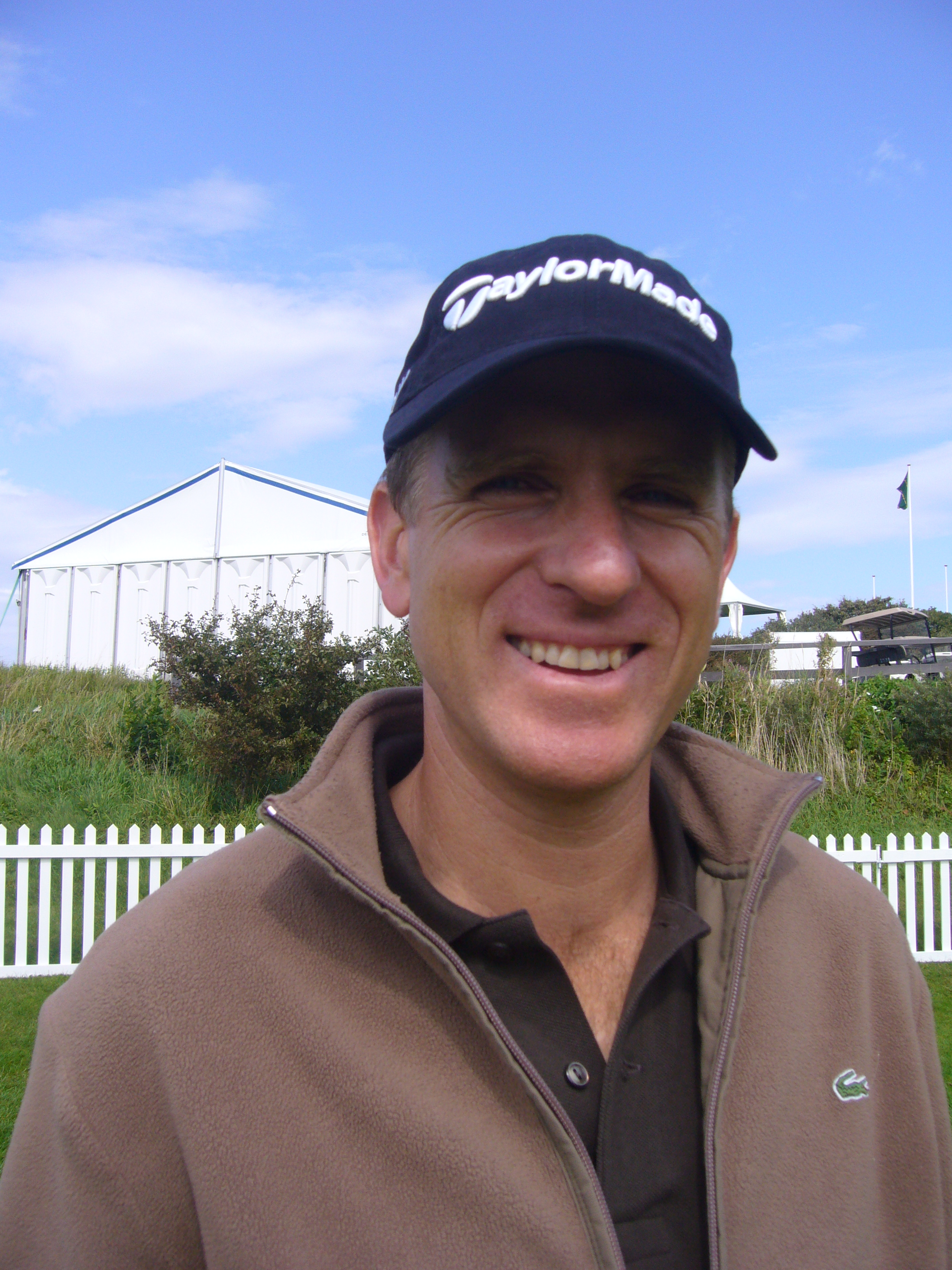
Christian Cévaër

- Laurent Gané, cycliste sur piste, champion olympique de vitesse par équipes en 2000 à Sydney puis médaillé de bronze pour la même épreuve en 2004 à Athènes, champion du monde de vitesse individuelle en 1999 et 2003, de keirin en 2003 et de vitesse par équipes en 1999, 2000, 2001 et 2004.
- Pierre Fairbank, athlète handisport, champion paralympique pour le 200 m aux Jeux paralympiques d'été de 2000 à Sydney.
- Robert Teriitehau, véliplanchiste, champion du monde indoor à trois reprises et vice-champion du monde de funboard (toute discipline confondue) en 1995.
- Catherine Devillers, joueuse de rugby à XV, surnommée « La Caldoche », victorieuse avec l'Équipe de France féminine du Grand chelem au Tournoi des six nations en 2002, 2004 et 2005.
- Christian Cévaër, golfeur, vainqueur de l'Open européen en 2009.
- Diane Bui Duyet, nageuse spécialisée dans le papillon (50 et 100 m), médaillée d'argent sur 100 m aux championnats d'Europe de natation en petit bassin 2008 et 2009, titulaire du record du monde de natation dames du 100 mètres papillon en bassin de 25 mètres (00:55.05) du 12 décembre 2009 au 7 décembre 2014.
- Jenna Cinedrawa, jeune surfeuse bouraillaise, médaillée d'or aux Jeux du Pacifique de 2011 et de bronze aux Jeux du Pacifique Sud de 2007.

## Compléments

## Sources
- P. O'REILLY, Calédoniens : Répertoire bio-bibliographique de la Nouvelle-Calédonie, éd. Musée de l'Homme, Société des océanistes, Paris, 1953.
- Sagas Calédoniennes : 50 grandes familles, éd. Dimanche Matin, Nouméa, 2 tomes : 1998 et 2000.